# Шлёгель, Карл
Карл Шлёгель (нем. Karl Schlögel; род. 7 марта 1948, Хаванген) — немецкий историк.

## Биография
Изучал русский язык в школе при монастыре в Баварии, а также историю, философию, социологию, славистику в Свободном университете Берлина, в университетах Москвы и Ленинграда (впервые побывает в Советском Союзе в 1966 году). В 1970-х годах посещал семинар Ю. Левады в Москве. В те же годы был близок к леворадикальным, маоистским группировкам в Западном Берлине.
С начала 1980-х годов работает как независимый исследователь, специалист по истории и социологии культуры стран Восточной и Центральной Европы. С 1990 - профессор восточноевропейской истории в Констанцском университете, с 1994 - в Европейском университете Виадрина во Франкфурте-на-Одере. Печатается как эссеист в крупнейших газетах ФРГ.
В 2019 году подписал «Открытое письмо против политических репрессий в России».
Как отмечалось DW, "на протяжении десятилетий его основным научным интересом были Советский Союз и Россия" (признавался, что другие республики СССР находились на периферии его внимания). Он автор книг "Советское столетие", "Аромат империй. Шанель № 5 и Красная Москва". В 2014 обратил внимание также на Украину, написал книгу "Киевское решение". Как отмечалось DW в 2024: "Карл Шлёгель знает Россию как никто другой из немецких историков".
Книги К. Шлёгеля переведены на английский, французский, итальянский и др. языки, он награждён многочисленными премиями.

## Награды и премии
- 1990 — Европейская премия Шарля Вейонна за эссеистику
- 2004 — Премия Зигмунда Фрейда за научную прозу
- 2005 — Кавалер ордена «За заслуги перед Федеративной Республикой Германия»
- 2005 — премия Лессинга города Гамбурга
- 2009 — Лейпцигская книжная премия за вклад в европейское взаимопонимание
- 2010 — премия Самуила Богумила Линде
- 2013 — Медаль Пушкина (6 декабря 2013 года, Россия) — за большой вклад в укрепление дружбы и сотрудничества с Российской Федерацией, развитие научных и культурных связей, активную благотворительную деятельность[5]
- 2017 — Pour le Mérite за науку и искусство
- 2019 — Большой крест со звездой ордена «За заслуги перед Федеративной Республикой Германия»
- Gerda Henkel Preis (2024) — на вручении премии Ш. процитировал Алексея Навального о том, что счастливая Россия будет, но никто пока не знает, каким путем[1].
- 2025 — Премия мира немецких книготорговцев

## Труды
- Partei kaputt: Das Scheitern der KPD und die Krise der Linken  (1980, в соавторстве)
- Moskau lesen (1984)
- Go East oder die zweite Entdeckung des Ostens (1995)
- Berlin, Ostbahnhof Europas: Russen und Deutsche in ihrem Jahrhundert (1998)
- Promenade in Jalta und andere Städtebilder (2001)
- Petersburg: Das Laboratorium der Moderne 1909—1921 (2002)
- Die Mitte liegt ostwärts: Europa im Übergang (2002)
- Im Raume lesen wir die Zeit: Über Zivilisationsgeschichte und Geopolitik (2003)
- Kartenlesen oder: Die Wiederkehr des Raumes (2003)
- Marjampole oder Europas Wiederkehr aus dem Geist der Städte (2005)
- Planet der Nomaden (2006)
- Das Russische Berlin: Ostbahnhof Europas (Ergänzte und aktualisierte Neuausgabe von Berlin, Ostbahnhof Europas) (2007)
- Sankt Petersburg. Schauplätze einer Stadtgeschichte (2007, составитель, редактор)
- Terror und Traum: Moskau 1937 (2008)

### Издания на русском языке
- Берлин, Восточный вокзал. Русская эмиграция в Германии между двумя войнами (1919—1945). — М.: Новое литературное обозрение, 2004. — 626, [1] с. : ил., портр., факс. — ISBN 5-86793-220-6
- Постигая Москву. — М.: РОССПЭН, 2010. — 311 с. : ил., портр. — ISBN 978-5-17-099870-8
- Террор и мечта. Москва 1937. — М.: РОССПЭН, 2011. — 741, [1] с. : ил. — (История сталинизма) — ISBN 978-5-8243-1530-1
- Аромат империй: «Шанель № 5» и «Красная Москва» : эпизод русско-французской истории XX века = Der Duft der Imperien: Chanel No. 5 und Rotes Moskau. / Пер. с нем. Эллы Венгеровой. — М. : Текст, 2021. — 172, [1] с. — («Коллекция») — ISBN 978-5-7516-1677-9

## Цитаты
Из интервью DW (2016) 
- Я считаю, что эта трансформация, которая сейчас происходит на Украине, когда-то придет и в Россию.
- Чего бы я хотел, так это чтобы [украинский] политический истеблишмент не делал ошибок. Следует сосредотачиваться на действительно важном. Например, форсированная и быстрая декоммунизация, навязанные переименования улиц и снос памятников.
- Когда такие фигуры как Степан Бандера внезапно объявляются героями, что сделал Виктор Ющенко и что сейчас повторили - то это серьезная ошибка. В Киеве я говорил об этом. Не хорошо для престижа страны переименовывать Московский проспект в проспект Бандеры, который, как известно, не является народным героем в центральной и восточной Украине.
- Люди [Украины], которых я встречал, говорили: мы не хотим назад, оставьте нас в покое, мы не понимаем, чего хочет от нас Путин и россияне, мы сами хотим определять собственную жизнь. Для меня это и означает быть независимым.

Из интервью DW (2024) 
- Интервьюер: Вы сказали, что Владимир Путин запачкал всю русскую культуру войной... Ш.: Он использует русскую культуру как защитный меч.
- Интервьюер: Путин любит историю и любит ее переписывать, говоря о воссоединении Германии, как об аннексии... Ш.: Он убегает в историю, потому что у него нет никаких представлений о будущем России.